# Thomas Egger Riedmüller
Thomas Egger Riedmüller (* 28. Jänner 1990 in Schwaz) ist ein österreichischer Nordischer Kombinierer.
Seine ersten FIS-Wettkämpfe bestritt Riedmüller ab 2004. Am 24. Jänner 2009 debütierte er im slowenischen Kranj im Continental Cup der Nordischen Kombination. In einem Gundersen-Wettbewerb von der Normalschanze mit einer sich daran anschließenden Langlaufdistanz über zehn Kilometer belegte er den 17. Rang. Bei den Nordischen Junioren-Skiweltmeisterschaften 2009 im slowakischen Štrbské Pleso wurde er im Einzelwettbewerb 18. und erreichte im Teamwettkampf gemeinsam mit Carlos Kammerlander, Dominik Dier und Johannes Weiss den vierten Platz. Ein Jahr später konnte er in Hinterzarten keine Verbesserungen verbuchen, bestes Resultat war erneut im Teamwettbewerb der neunte Rang, diesmal zusammen mit Mario Seidl, Harald Lemmerer und Franz-Josef Rehrl. Am 5. März 2011 konnte er im finnischen Kuopio gemeinsam mit Benjamin Kreiner einen Teamsprint im Rahmen des Continental Cups gewinnen, was zugleich seine einzige Podiumsplatzierung in dieser Wettbewerbsserie darstellt. Bestes Gesamtergebnis im Continental Cup war Platz 23 in der Saison 2011/12. Am 15. und 16. Dezember 2012 absolvierte er mit seinem Debüt im Weltcup der Nordischen Kombination in der Ramsau seine bislang letzten internationalen Wettbewerbe.